# كلانسرا (أملش الجنوبي)
کلانسرا (بالفارسية: کلانسرا) هي قرية تقع في إيران في غيلان. يقدر عدد سكانها بـ 182 نسمة بحسب إحصاء 2016.